# Шишмановци
За сродната династия, започваща от деспот Срацимир, вижте Срацимировци.
Шишмановците са средновековна българска династия от времето на Второто българско царство, чиито представители управляват от Търново в периода 1323 – 1393 г.
Вероятно са с кумански произход. Шишмановата династия е сродена с династията на Асеневци поради брака на основателя на династията Шишман (чието име носи) с внучка на цар Иван Асен II от дъщеря му Ана-Теодора Асенина.

## Начало на династията
След оттеглянето на татарите от Балканите в началото на 14 век търновските боляри поставят на престола Михаил Шишман – заможен видински благородник, който е сред важните личности на Балканския полуостров към онова време.

## Династични носители
Династията носи името си по видинският владетел Шишман, който се жени за неизвестна дъщеря Ана-Теодора Асенина.
Двете му деца по майчина линия произхождат от „две страни от царско коляно“.

## Родословие
|  |                                                 |  |  |  |  |  |  |  |  |  |  |  |  |  |  |  |
|  | Шишман I                                        |  |  |  |  |  |  |  |  |  |  |  |  |  |  |  |
|  |                                                 |  |  |  |  |  |  |  |  |  |  |  |  |  |  |  |
|  |                                                 |  |  |  |  |  |  |  |  |  |  |  |  |  |  |  |
|  | Михаил III Шишман и Кераца Петрица              |  |  |  |  |  |  |  |  |  |  |  |  |  |  |  |
|  |                                                 |  |  |  |  |  |  |  |  |  |  |  |  |  |  |  |
|  |                                                 |  |  |  |  |  |  |  |  |  |  |  |  |  |  |  |
|  | Петър (севастократор)                           |  |  |  |  |  |  |  |  |  |  |  |  |  |  |  |
|  |                                                 |  |  |  |  |  |  |  |  |  |  |  |  |  |  |  |
|  |                                                 |  |  |  |  |  |  |  |  |  |  |  |  |  |  |  |
|  | неизвестна по име дъщеря на Ана-Теодора Асенина |  |  |  |  |  |  |  |  |  |  |  |  |  |  |  |
|  |                                                 |  |  |  |  |  |  |  |  |  |  |  |  |  |  |  |
|  |                                                 |  |  |  |  |  |  |  |  |  |  |  |  |  |  |  |
|  | Иван Асен I                                     |  |  |  |  |  |  |  |  |  |  |  |  |  |  |  |
|  |                                                 |  |  |  |  |  |  |  |  |  |  |  |  |  |  |  |
|  |                                                 |  |  |  |  |  |  |  |  |  |  |  |  |  |  |  |
|  | Иван Асен II                                    |  |  |  |  |  |  |  |  |  |  |  |  |  |  |  |
|  |                                                 |  |  |  |  |  |  |  |  |  |  |  |  |  |  |  |
|  |                                                 |  |  |  |  |  |  |  |  |  |  |  |  |  |  |  |
|  | Елена (Иван Асен I)                             |  |  |  |  |  |  |  |  |  |  |  |  |  |  |  |
|  |                                                 |  |  |  |  |  |  |  |  |  |  |  |  |  |  |  |
|  |                                                 |  |  |  |  |  |  |  |  |  |  |  |  |  |  |  |
|  | Ана-Теодора                                     |  |  |  |  |  |  |  |  |  |  |  |  |  |  |  |
|  |                                                 |  |  |  |  |  |  |  |  |  |  |  |  |  |  |  |
|  |                                                 |  |  |  |  |  |  |  |  |  |  |  |  |  |  |  |
|  | Теодор Комнин                                   |  |  |  |  |  |  |  |  |  |  |  |  |  |  |  |
|  |                                                 |  |  |  |  |  |  |  |  |  |  |  |  |  |  |  |
|  |                                                 |  |  |  |  |  |  |  |  |  |  |  |  |  |  |  |
|  | Ирина Комнина                                   |  |  |  |  |  |  |  |  |  |  |  |  |  |  |  |
|  |                                                 |  |  |  |  |  |  |  |  |  |  |  |  |  |  |  |
|  |                                                 |  |  |  |  |  |  |  |  |  |  |  |  |  |  |  |
|  | Мария Патралифена                               |  |  |  |  |  |  |  |  |  |  |  |  |  |  |  |
|  |                                                 |  |  |  |  |  |  |  |  |  |  |  |  |  |  |  |
|  |                                                 |  |  |  |  |  |  |  |  |  |  |  |  |  |  |  |

За произхода на династията се знае малко, като според повечето историци произлизат от кумански род. Към династията на Шишмановци спадат следните царе (по реда им на управление):
- Шишман I – Видински деспот/цар
- Михаил III Шишман – Търновски цар
- Иван Стефан – Търновски цар
- Иван Александър – Търновски цар
- Иван Шишман – Търновски цар
- Иван Срацимир – Видински цар
- Константин II Асен – Видински цар

## Шишман I
Първият представител на династията е видинският деспот Шишман I, управлявал Видин в периода 1280 – 1313 г.

## Цар Михаил III Шишман Асен
Пъвият български цар от династията е Михаил III Шишман Асен, син на деспот/цар Шишман от първия му брак и съуправител (от 1308 г.) на баща си в Бдинската област. Получава титлата деспот вероятно от българския цар Теодор Светослав. При избирането му за български цар (1323) приема името Асен, подчертавайки връзките си с Асеневци. През 1324 г. се развежда с Анна Неда и я заточава заедно с децата им в манастир, след което се оженва за Теодора, сестрата на византийския император Андроник III Палеолог (вдовица на цар Теодор Светослав). Води неуспешна външна политика. Загива в битка с бившия си шурей (Стефан Дечански) при Велбъжд (Кюстендил) на 28 юли 1330 г. Погребан е в църквата „Свети Георги“ в село Старо Нагоричане, днес в Северна Македония.

## Цар Иван Стефан
Наследява го на престола заточеният му първороден син Иван Стефан през лятото на 1330 г., подкрепен от вуйчо си Стефан Дечански и чичо си Белаур. След свалянето му от престола при преврат през февруари-март 1331 г. се оттегля в Дубровник с майка си Анна Неда. Впоследствие е принуден да замине за Неапол, приема католицизма и под името Людовико служи като кондотиер на неаполистанския крал. Воюва в различни кампании в Италия, Сицилия и Албания. Умира в Неапол през 1373г.

## Цар Иван Александър
Следващият представител на династията е Иван Александър, управлявал от 1331 до 1371 година. Той е син на Срацимир (деспот на Крън) и Кераца Петрица. Царуването му продължава цели 40 години, което е само с 2 години по-малко от това на цар Петър I. Редом със Стефан Душан и Йоан Кантакузин Иван Александър е една от най-крупните фигури в историята на Балканския полуостров през 14 век.
Първият период (1331 – 1364) от царуването на Иван Александър е изключително успешен: той воюва с Византия и заличава последиците от катастрофалната битка при Велбъжд (28 юли 1330 дн. Кюстендил), възвръща земите между река Тунджа и Черно море (след битката при Русокастро, 18 юли 1332), използва византийските междуособни борби, за да получи (1344) Пловдив и 8 крепости в Родопите. По време на военен поход завоюва през 1343 г. твърдината Перперикон (край Кърджали) и назначава там свой архонт, но скоро византийците си връщат крепостта.
Вторият кратък период (1365 – 1371) от управлението на Иван Александър е неуспешен. Води военни действия срещу унгарската експанзия срещу Видинската област (1365 – 1369) и срещу граф Амадей VI Савойски при похода му към Българското Черноморие (1366 – 1367). Поради сепаратистките стремежи на болярите към средата на 14 век се отделя Добруджанското деспотство. Иван Александър разделя царството между синовете си Иван Шишман (владетел на Търновското царство) и Иван Срацимир (владетел на Видинското царство), като Македония през този период се управлява от неговия племенник и представител на династията Стефан Урош V.

## Шишман II
Шишман II е български цар в изгнание. Син е на Михаил III Шишман Асен.
След като Иван Стефан е свален от трона през 1331, болярите избират за цар Иван Александър – братовчед на детронирания цар.
Анна Неда и децата ѝ бягат в Сърбия. Шишман II обаче се появява след няколко месеца в Константинопол. Там титлата му „цар на България“ е призната от Андроник III Палеолог. Иван Александър, вдига цялата си армия при Сливен. В последвалата битка при Одрин е сключен мирен договор.
Не се знае повече за живота на Шишман II

## Цар Иван Шишман
По време на възцаряването на Иван Шишман става Битката при Черномен, в която обединените християнски сили на Вълкашин и Углеша претърпяват разгром от османците. Веднага след това султан Мурад насочва войските си към България и цар Иван Шишман е принуден да отстъпи в Северна България. Османците завладяват Тракия, Костенец и Ихтиман. Българският цар започва преговори и е принуден да се признае за турски васал и да изпрати сестра си в харема на султана.
В края на 70-те години войските на Лала Шахин достигат и обсаждат София. Освен всичко това Иван Шишман води война и с влашкия владетел Дан I. През 1387 г. обединените християнски сили нанасят голямо поражение на турците при Плочник. Цар Иван Шишман веднага отхвърля васалните си задължения към султан Мурад и отказва да му изпрати подкрепление. Веднага след това 30-хилядна армия начело с великия везир Али паша потегля срещу българите. Иван Шишман напуска Търново и отива в силната Никополска крепост. Изоставен от съюзниците си, виждайки огромната турска армия пред Никопол, той отива при султан Мурад и за втори път се заклева да му бъде васал при условие да предаде на турците най-укрепения град на Дунава – Силистра.
Скоро след това обаче Иван Шишман отказва да предаде Силистра на турците. Али паша отново потегля на север и пак обсажда цар Иван Шишман в Никопол, който за пореден път моли за мир. Този път условията са още по-тежки – освен Силистра трябва да бъдат предадени и други крепости. На 15 юни 1389 г. султан Мурад загива в битката при Косово поле, но османците удържат победа.
Новият султан Баязид изчаква няколко години и през 1393 г., когато българите не очакват, потегля с огромна войска. Изненадан, Иван Шишман напуска столицата, а Баязид я подлага на обсада. Търново издържа 3 месеца, но на 17 юли 1393 г. градът е завладян. Цар Иван Шишман умира 2 години след това.
След смъртта на Иван Шишман, според някои изследователи негов извънбрачен син приема монашеското име Йосиф и става вселенски патриарх в Константинопол, по-известен като Йосиф II (1416 – 1439), който и е последният представител на династията на висш държавен или църковен пост. Според други източници вселенския патриарх е син на Шишман, който е син на Михаил Шишман и носи името на дядо си.
Редица историци и родови експерти, считат че част от представителите на рода, след падането на Второто ни царство, приемат исляма заедно с високи постове в Османската империя.
Като доказателство за това отцепредателство стои и днес малко разпространеното турско фамилно име Şişman на последните издънки от злополучния род на Шишмановци.

## Цар Иван Срацимир
По време на обсадата на Търново Иван Срацимир се признава за османски васал и приема във Видин турски гарнизон, след което султан Мурад I нахлува на запад. След решителната битка между османците и съюзните християнски сили на Косово поле (15 юни 1389) унгарският крал Сигизмунд подготвя кръстоносен поход.
През пролетта на 1396 г. неговата 60-хилядна войска влиза във Видин и прогонва османския гарнизон. Иван Срацимир отхвърля васалитета и се обявява за съюзник на унгарския крал. Кръстоносците са разгромени при Никопол (25 септември 1396) и Баязид превзема Видин след кратка обсада. Иван Срацимир е пленен и изпратен в затвора на Бурса в Мала Азия (край Мраморно море), където вероятно е удушен.
Видинското царство влиза през 1397 в пределите на османската държава, с което се смята, че България окончателно пада под османско владичество, въпреки че част от българските земи остават под контрола на наследника цар Константин II Асен.

## Цар Константин II Асен
Константин, наследил баща си като цар (1397 – 1422), през което време контролира част от българските земи и редица страни го признават за цар на България.
Бяга в Унгария, а по-късно се установява в Моравското деспотство при деспот Стефан Лазаревич. Заедно с братовчед си Фружин (син на цар Иван Шишман) организират и предвождат през 1408 – 1413 първото в България въстание срещу Османската империя, известно в историята като въстание на Константин и Фружин.
Последният български цар умира в Белград през 1422 година. Точно след век, Белград е превзет от османците, а пътят им към Централна Европа открит – виж битка при Мохач.

## Фружин
Фружин е син на последния търновски цар Иван Шишман, вероятно от втория му брак със сръбкинята Драгана Хребелянович, дъщеря на деспот Стефан Лазаревич. След падането на Никопол заминава в изгнание и живее в Унгария и Сърбия.
Около 1408 – 1413 г. заедно с братовчед си Константин е начело на въстанието на Константин и Фружин, при което се водят широки антиосмански действия, подкрепени от различни християнски сили, които обаче не довеждат до промяна на статуквото. През 1425 г. Фружин участва в похода на влашкия войвода Дан II и трансилванския владетел Пипо Спано срещу османците. След похода е награден от император Сигизмунд Люксембургски с имението „Липа“, а малко по-късно и с имението „Максонд“ в границите на управляваната от него империя.
През 1454 г. в османски данъчен регистър се споменава за заселването на княз на име Фружин в земите между Свърлиг и Пирот.
Фружин има няколко дъщери и синове, за един от които се знае, че се казва Шишман.
Предава Богу дух през 1460 г. в Брашов.

## Шишман
Шишман е син на Фружин.
Знае се че има син Сандрин (Александър).